# Val-d'Oire-et-Gartempe
Val-d'Oire-et-Gartempe est une commune nouvelle française résultant de la fusion — au 1er janvier 2019 — des communes de Bussière-Poitevine, Darnac, Saint-Barbant et Thiat, située dans le département de la Haute-Vienne, en région Nouvelle-Aquitaine.

## Géographie

### Communes limitrophes
| Adriers (Vienne)                              | Lathus-Saint-Rémy (Vienne) | Oradour-Saint-Genest   |
| Mouterre-sur-Blourde (Vienne)                 | Val-d'Oire-et-Gartempe     | Saint-Sornin-la-Marche |
| Luchapt (Vienne), Asnières-sur-Blour (Vienne) | Saint-Martial-sur-Isop     | Saint-Bonnet-de-Bellac |

### Climat
Pour des articles plus généraux, voir Climat de la Nouvelle-Aquitaine et Climat de la Haute-Vienne.
Historiquement, la commune est exposée à un climat océanique limousin.  
En 2020, Météo-France publie une typologie des climats de la France métropolitaine dans laquelle la commune est exposée à un climat océanique altéré et est dans la région climatique Poitou-Charentes, caractérisée par un bon ensoleillement, particulièrement en été et des vents modérés.
Pour la période 1971-2000, la température annuelle moyenne est de 11,4 °C, avec une amplitude thermique annuelle de 14,6 °C. Le cumul annuel moyen de précipitations est de 885 mm, avec 12,8 jours de précipitations en janvier et 7,1 jours en juillet. Pour la période 1991-2020, la température moyenne annuelle observée sur la station météorologique la plus proche, située sur la commune du Dorat à 14 km à vol d'oiseau, est de 12,0 °C et le cumul annuel moyen de précipitations est de 912,7 mm,. Pour l'avenir, les paramètres climatiques de la commune estimés pour 2050 selon différents scénarios d’émission de gaz à effet de serre sont consultables sur un site dédié publié par Météo-France en novembre 2022.

## Urbanisme

### Typologie
Au 1er janvier 2024, Val-d'Oire-et-Gartempe est catégorisée commune rurale à habitat très dispersé, selon la nouvelle grille communale de densité à sept niveaux définie par l'Insee en 2022.
Elle est située hors unité urbaine et hors attraction des villes,.

### Risques majeurs
Le territoire de la commune de Val-d'Oire-et-Gartempe est vulnérable à différents aléas naturels : météorologiques (tempête, orage, neige, grand froid, canicule ou sécheresse), inondations et séisme (sismicité faible). Il est également exposé à deux risques technologiques,  le transport de matières dangereuses et la rupture d'un barrage, et à un risque particulier : le risque de radon. Un site publié par le BRGM permet d'évaluer simplement et rapidement les risques d'un bien localisé soit par son adresse soit par le numéro de sa parcelle.

#### Risques naturels
Certaines parties du territoire communal sont susceptibles d’être affectées par le risque d’inondation par débordement de cours d'eau, notamment l'Isop, la Franche Doire, la Petite Blourde, la Gartempe et la Brame. La commune a été reconnue en état de catastrophe naturelle au titre des dommages causés par les inondations et coulées de boue survenues en 1982 et 1999,. Le risque inondation est pris en compte dans l'aménagement du territoire de la commune par le biais du plan de prévention des risques inondation (PPRI) de la « Vincou/Gartempe », approuvé le 12 octobre 2007.

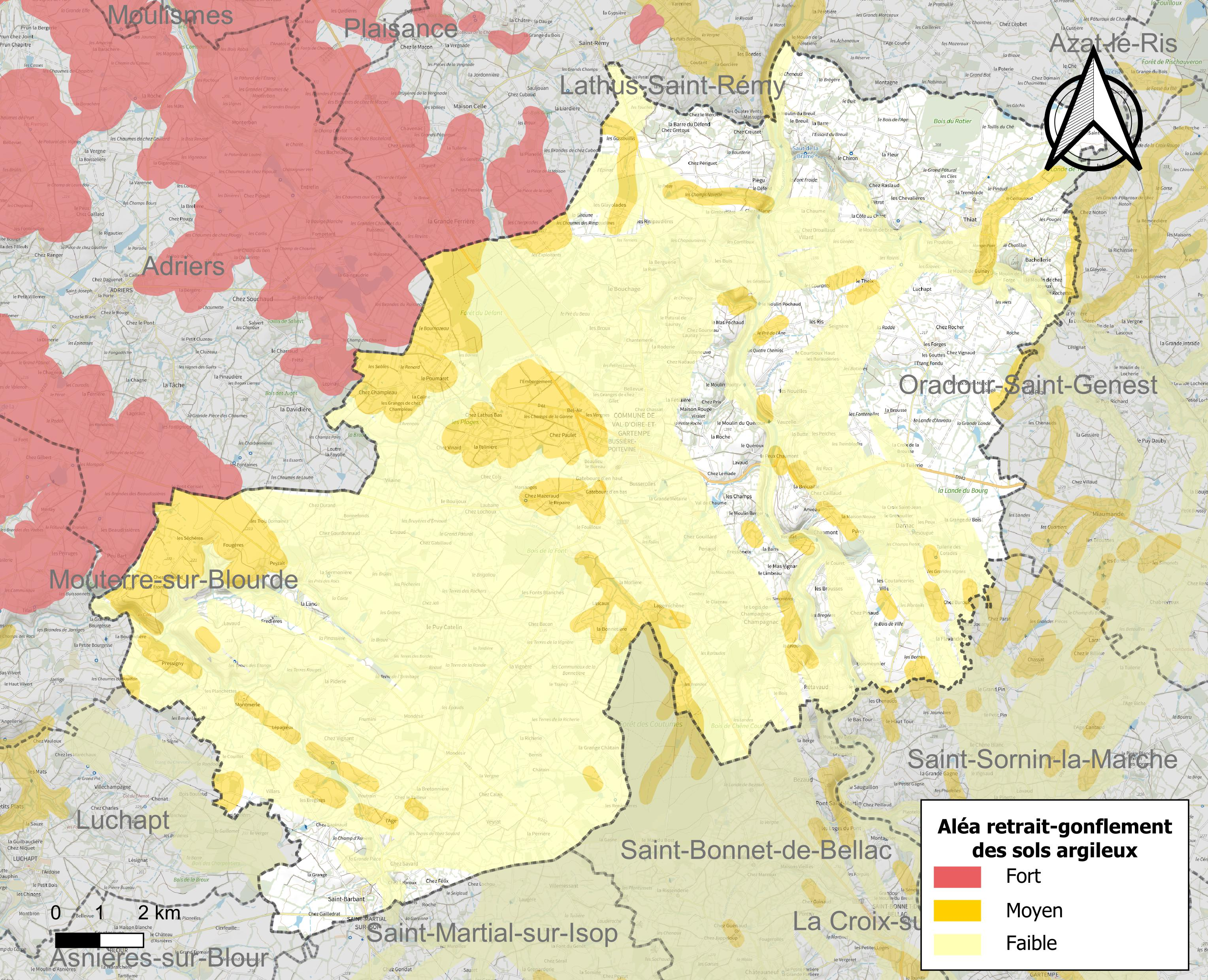
Carte des zones d'aléa retrait-gonflement des sols argileux de Val-d'Oire-et-Gartempe.

Le retrait-gonflement des sols argileux est susceptible d'engendrer des dommages importants aux bâtiments en cas d’alternance de périodes de sécheresse et de pluie. 14,5 % de la superficie communale est en aléa moyen ou fort (27 % au niveau départemental et 48,5 % au niveau national métropolitain). Depuis le 1er octobre 2020, en application de la loi ÉLAN, différentes contraintes s'imposent aux vendeurs, maîtres d'ouvrages ou constructeurs de biens situés dans une zone classée en aléa moyen ou fort,.
La commune a été reconnue en état de catastrophe naturelle au titre des dommages causés par la sécheresse en 2019 et 2020 et par des mouvements de terrain en 1999.

#### Risque technologique
La commune est en outre située en aval du barrage de Saint-Pardoux, un ouvrage de classe A présentant une hauteur d’eau maximale de 56,7 m et une capacité totale de retenue de 57,8 millions de m3. Le PPI a été approuvé le 3 décembre 2008. À ce titre elle est susceptible d’être touchée par l’onde de submersion consécutive à la rupture de cet ouvrage.

#### Risque particulier
Dans plusieurs parties du territoire national, le radon, accumulé dans certains logements ou autres locaux, peut constituer une source significative d’exposition de la population aux rayonnements ionisants. Selon la classification de 2018, la commune de Val-d'Oire-et-Gartempe est classée en zone 3, à savoir zone à potentiel radon significatif.

## Toponymie
Le nom de la commune fut dans un premier temps « Val d'Oire et Gartempe », tel que défini par l'arrêté préfectoral du 3 août 2018 prononçant la création de la commune fusionnée. Puis, la graphie fut révisée en « Val-d'Oire-et-Gartempe » par celui du 19 octobre 2018
, avec effet au 1er janvier 2019.
Le nom de la commune nouvelle s'est inspiré de 2 cours d'eau traversant le territoire :
- La Gartempe, rivière de 204,6 km qui se jette dans la Creuse à La Roche-Posay, et
- la Franche d'Oire, cours d'eau de 25 km qui se jette lui dans la Blourde.

Le nom a été validé par la Préfecture sous les conseils de la Commission Nationale de Toponymie.
Il est à noter qu'il n'est pas fait mention de la Brame, autre cours d'eau de 60,4 km, l'un des principaux affluents de la Gartempe, qui assurait la limite entre les anciennes communes de Darnac et de Thiat.

## Histoire
Elle est créée par l'arrêté préfectoral du 3 août 2018, modifié par celui du 19 octobre 2018
, avec effet au 1er janvier 2019.
Le chef-lieu est situé à Bussière-Poitevine.
À la suite du décret du 5 mars 2020, la commune nouvelle est entièrement rattachée au canton de Châteauponsac.

## Politique et administration

### Liste des maires
| Période      | Période  | Identité     | Étiquette | Qualité |
| ------------ | -------- | ------------ | --------- | ------- |
| janvier 2019 | En cours | André Dubois |           |         |

### Communes déléguées
| Nom                        | Code Insee | Intercommunalité           | Superficie (km2) | Population (dernière pop. légale) | Densité (hab./km2) |
| -------------------------- | ---------- | -------------------------- | ---------------- | --------------------------------- | ------------------ |
| Bussière-Poitevine (siège) | 87028      | CC Haut Limousin en Marche | 41,71            | 853 (2016)                        | 20                 |
| Darnac                     | 87055      | CC Haut Limousin en Marche | 25,93            | 381 (2016)                        | 15                 |
| Saint-Barbant              | 87136      | CC Haut Limousin en Marche | 42,47            | 320 (2016)                        | 7,5                |
| Thiat                      | 87196      | CC Haut Limousin en Marche | 11,35            | 138 (2016)                        | 12                 |

## Population et société

### Démographie
L'évolution du nombre d'habitants est connue à travers les recensements de la population effectués dans la commune depuis 2016. Pour les communes de moins de 10 000 habitants, une enquête de recensement portant sur toute la population est réalisée tous les cinq ans, les populations de référence des années intermédiaires étant quant à elles estimées par interpolation ou extrapolation. Pour la commune, le premier recensement exhaustif entrant dans le cadre du nouveau dispositif a été réalisé en 2016.

En 2022, la commune comptait 1 712 habitants, en évolution de +1,18 % par rapport à 2016 (Haute-Vienne : −0,68 %, France hors Mayotte : +2,11 %).
| 2016  | 2021  | 2022  |
| ----- | ----- | ----- |
| 1 692 | 1 691 | 1 712 |

## Culture locale et patrimoine

### Lieux et monuments
- Église Saint-Maurice de Bussière-Poitevine.